# Ranma ½ - Le sette divinità della fortuna
Ranma ½ - Le sette divinità della fortuna (らんま½ ~中国寝崑崙大決戦！掟やぶりの激闘篇！！~?, Ranma ½: Chuugoku Nekonron Daikessen! Okite Yaburi no Gekitou Hen!!) è un film d'animazione del 1991 diretto da Shūji Iuchi.
Si tratta del primo di tre film cinematografici ispirati ai personaggi di Ranma ½ creati da Rumiko Takahashi.

## Trama
Sembra una giornata normale nella palestra Tendo, fino al momento in cui arriva una graziosa ragazza cinese di nome Lychee in compagnia del suo elefante Jasmine. La ragazza è alla ricerca di un misterioso "rotolo della fortuna" affidata ad Happosai, ultimo documento in cui viene spiegata una non meglio definita "tecnica definitiva". Oltre a Lychee sulle tracce del rotolo però ci sono anche i valorosi guerrieri di Nekonron, guidati dal fortissimo principe Kirin. Tuttavia Kirin si invaghisce di Akane e la rapisce per convincerla a sposarlo. Ranma e i suoi amici partono per soccorrere la ragazza, e nel frattempo aiutare Lychee nel ritrovare la misteriosa pergamena.

## Distribuzione
Il film è conosciuto sul mercato internazionale con il titolo Ranma ½: Big Trouble in Nekonron, China, parodia del titolo del film Big Trouble in Little China (in italiano "Grosso guaio a Chinatown") di John Carpenter. In Italia è stato pubblicato in VHS e DVD dalla Dynit.